# Gustav Zweiniger

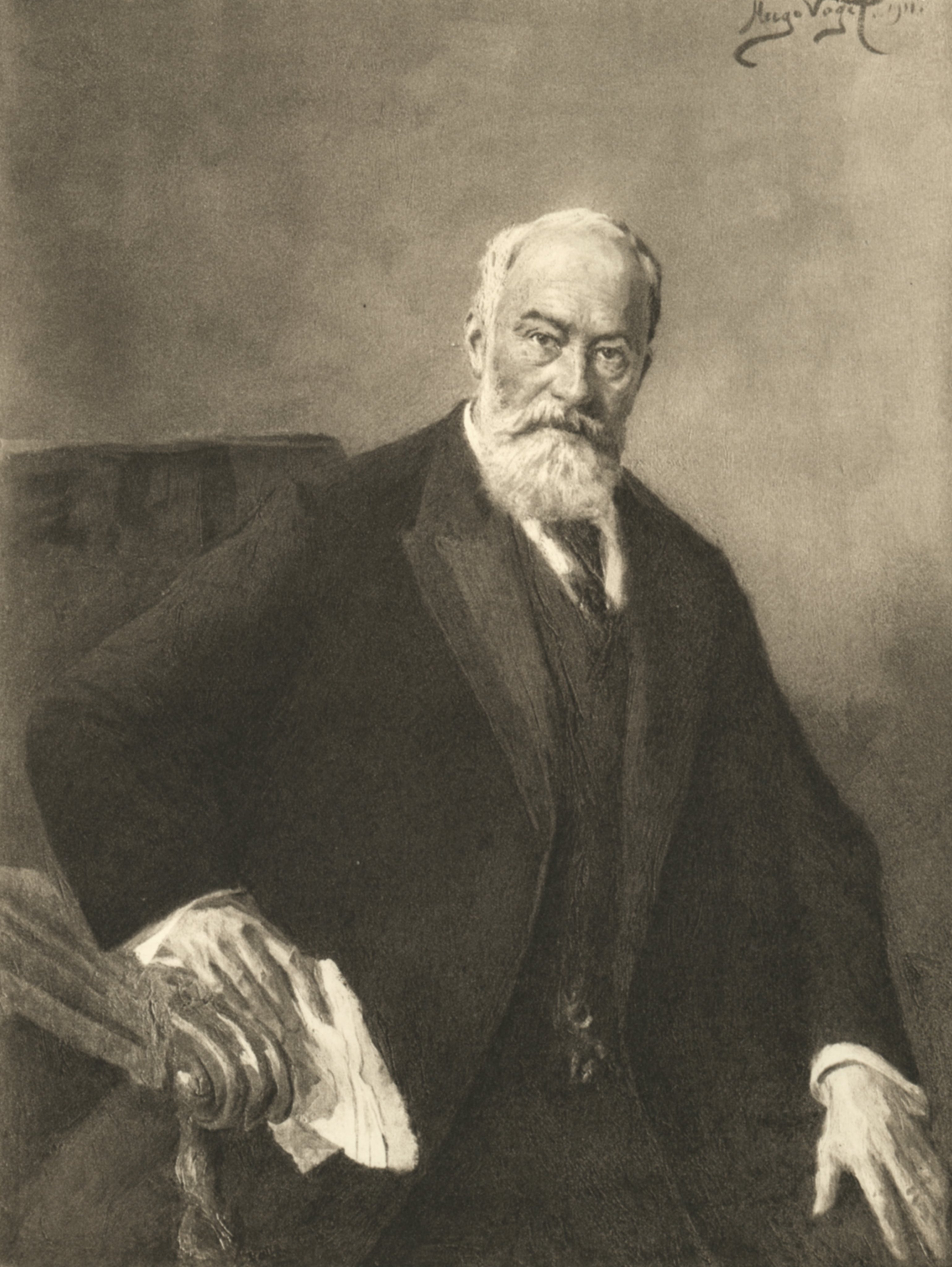
Gustav Zweiniger, Gemälde von Hugo Vogel

Heinrich Gustav Zweiniger (* 31. Januar 1841 in Marbach bei Roßwein; † 1. Oktober 1911 in Leipzig) war ein deutscher Kaufmann. 

## Leben
Zweiniger absolvierte eine kaufmännische Lehre im Schaumburger Land und vervollkommnete seine Ausbildung ab 1859 in England, wo er bis 1867 blieb. Er kehrte anschließend nach Leipzig zurück, wo er Teilhaber des Garn- und Kommissionsgeschäfts F. C. Gottlieb wurde. Er war Mitglied des Stadtverordnetenkollegiums in Leipzig und von 1897 bis 1910 Präsident der Handelskammer Leipzig. Seit 1907 war Zweiniger Mitglied der I. Kammer des Sächsischen Landtags des Königreichs Sachsen. Daneben war er Präsident der Sächsischen Handelshochschule.
Er wurde im Erbbegräbnis der Familien Gottlieb-Zweiniger in der IX. Abteilung des Neuen Johannisfriedhofs beerdigt.

## Familie
Zweiniger war der Sohn des Carl Gottlieb Zweiniger und mit Maria Amalie, geborene Korff (1853–1935), verheiratet. Der Bildhauer und Schriftsteller Arthur Zweiniger (1879–1947) gehörte zu seinen Kindern.